# 天琴座β型變星
天琴β型變星是一種非常靠近的聯星，因為兩顆星的互繞，其中一顆會經過另一顆的前方，因此它們的總光度會週期性的變化。天琴β型變星的兩顆恆星質量都很大（數倍於太陽的質量），都屬於巨星或次巨星。並且兩顆星是如此的靠近，以至於它們的外觀因為強大的重力作用而產生變型：恆星成為橢圓的球體，並且外圍的質量會從其中的一顆恆星流向另外一顆。

## 質量流
這種質量流發生在其中的一顆，因為其中的一顆在演化的過程中，體積變得非常巨大。這種膨脹的恆星因為體積過於龐大而很容易流失質量：在表面的引力非常微弱，使得氣體很容易逃逸（這就是所謂的恆星風）。在像天琴β型變星這樣的系統，還有第二種效應加速了氣體的流失：當其中一顆星過度膨脹後，它會達到洛希極限－ 這是在數學上包圍著聯星中這兩顆恆星的表面，物質可以自由的從其中一顆流向另外一顆。
在聯星系統中，質量較大的星通常會先發展成為巨星或超巨星。計算顯示，這種演變在很短的時間內（少於五十萬年）就會造成這顆恆星大量的質量損失，使得原來質量較大的恆星變成兩顆中質量較輕的。損失的質量有部分轉移給伴星，其餘的則流失到太空中。

## 光度曲線
天琴β型變星的光度曲線相當平滑：食的開始與結束是逐漸進行的，因此無法確實的測定時刻，這是因為在系統內的氣流質量非常龐大，使得兩顆恆星被包覆在共有的殼層之內，因而大氣層是共同擁有的。在多數的情況下，光度變化的振幅少於一個星等，振幅最大的也只有2.3等（天琴座V480）。
光度的變化週期非常規律，它取決於聯星的公轉週期，也就是這一對雙星彼此互相繞轉一圈的時間。這個週期很短，通常只有一至數天。已知最短的是0.29天（長蛇座OY），最長的是198.5天（圓規座W）。在天琴β型變星中，週期超過100天的，通常成員中都有一顆是超巨星。
天琴β型變星的次分類中通常會納入大陵五變星，雖然它們的變光曲線非常不同（大陵五變星的食有非常明確的界限）。另一方面，天琴β型變星看起來與大熊W型變星有些許的相同，但後者通常只是比較靠近的聯星（通常稱為密接雙星），並且組成的恆星質量也較天琴β型變星低（大約只與太陽直量相當）。

## 天琴β型變星的例子
天琴β型變星的原形就是天琴座β，這是一顆變星，中名漸台二，在1784年被約翰·古德利克發現是顆變星。
已經發現近千顆的天琴β型變星：在最後一版的變星目錄General Catalogue of Variable Stars（页面存档备份，存于）（2003）列出了835顆（佔變星總數的2.2%）。最明亮的10顆天琴β型變星列於下表，也可以參考變星列表：
| 恆星 | 類型*    | 週期（天） | 視亮度 星等 （最亮，最暗） | 光譜                  | 距離 （光年） |
| --- | -------- | ---------- | -------------------------- | --------------------- | ------------- |
| ζ And | EB/GS/RS | 17.7695    | 3.92-4.14                  | K1II-III              | 181           |
| UW CMa | ~EB/KE   | 4.393407   | 4.84-5.33                  | O7Ia:fp+OB            | ~3000         |
| τ CMa | EB       | 1.28       | 4.32-4.37                  | O9Ib                  | ~3000         |
| 漸台二 （原型）                                                                                             | EB       | 12.913834  | 3.25-4.36                  | B8II-IIIep            | 880           |
| δ Pic | ~EB/D    | 1.672541   | 4.65-4.90                  | B3III+O9V             | 1700          |
| V Pup | EB/SD    | 1.4544859  | 4.35-4.92                  | B1Vp+B3:              | 1200          |
| PU Pup | EB       | 2.57895    | 4.69-4.75                  | B9                    | 550           |
| υ Sgr | EB/GS    | 137.939    | 4.53-4.61                  | B8pI:+O9V?（or F2p?） | ~1700         |
| 天蝎座μ1 | EB/SD    | 1.44626907 | 2.94-3.22                  | B1.5V+B6.5V           | 800           |
| π Sco | EB       | 1.57       | 2.82-2.85                  | B1V+B2V               | 460           |
| *) EB = Beta Lyrae variable; for other codes see: General Catalogue of Variable Stars（页面存档备份，存于） |          |            |                            |                       |               |